# Heliocypha bisignata
Heliocypha bisignata е вид водно конче от семейство Chlorocyphidae. Видът не е застрашен от изчезване.

## Разпространение
Разпространен е в Индия (Андхра Прадеш, Карнатака, Керала, Мадхя Прадеш, Махаращра, Ориса и Тамил Наду).